# Plaza Guillermo II
La plaza Guillermo II (en francés: Place Guillaume II; en luxemburgués conocida simplemente como: Knuedler) es una plaza en la ciudad de Luxemburgo, en el sur del Gran Ducado de Luxemburgo. La plaza se encuentra al oeste de Krautmaart y al norte del bulevar de Franklin Delano Roosevelt en el corazón del histórico barrio de Haute Ville de Luxemburgo. Se conoce coloquialmente como Knuedler, que viene de la palabra del idioma luxemburgués 'nudo', en referencia al nudo en el cinturón usado por los frailes franciscanos.
La mitad oeste de la plaza está dominada por el Ayuntamiento de Luxemburgo, en el suroeste, mientras que la estatua ecuestre del ex Gran Duque Guillermo II, está en la parte este.